# Villa Lysis
 (août 2016).
Si vous disposez d'ouvrages ou d'articles de référence ou si vous connaissez des sites web de qualité traitant du thème abordé ici, merci de compléter l'article en donnant les références utiles à sa vérifiabilité et en les liant à la section « Notes et références ».
Pour les articles homonymes, voir Lysis (homonymie).

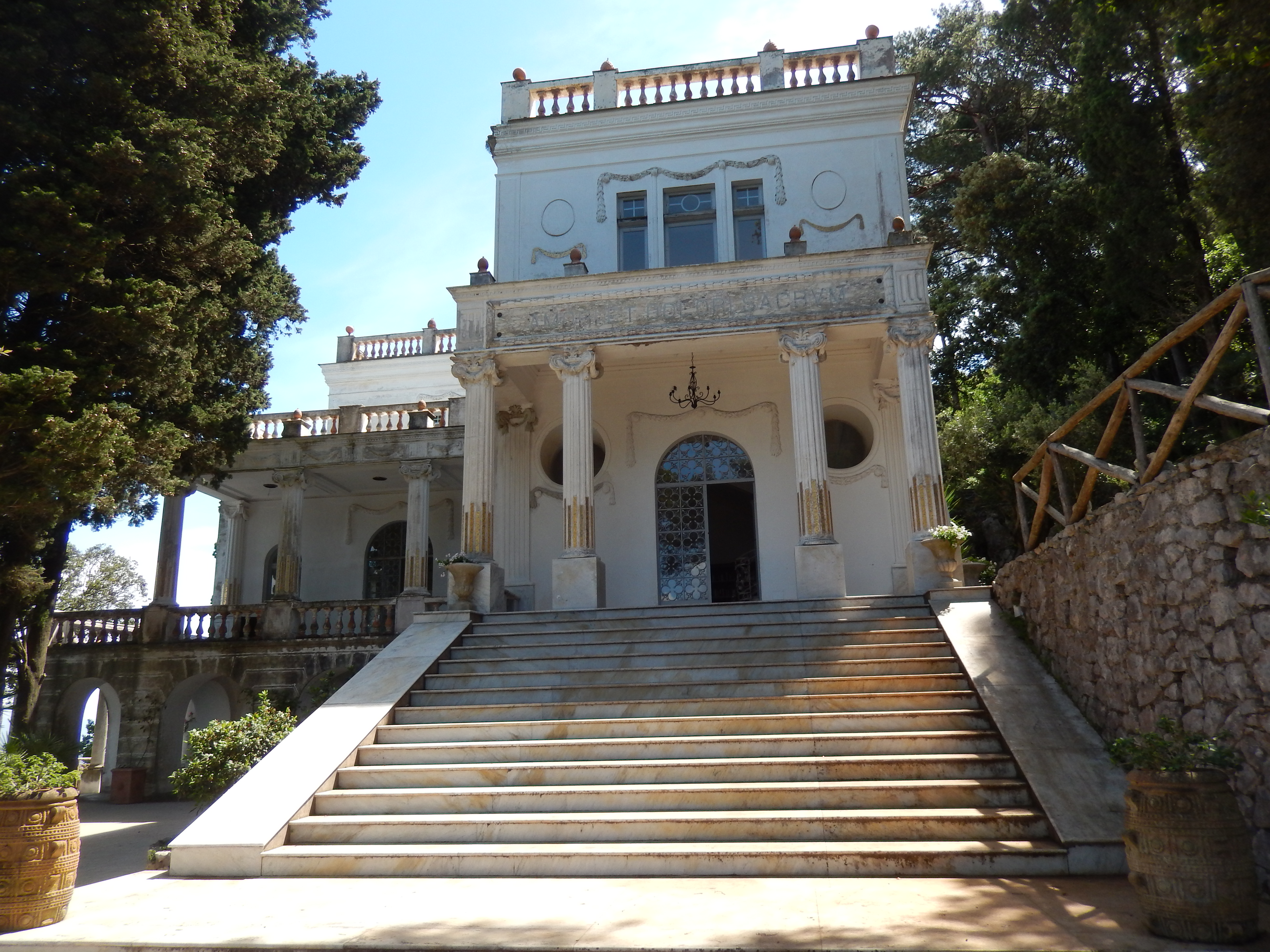
Entrée de la villa Lysis.

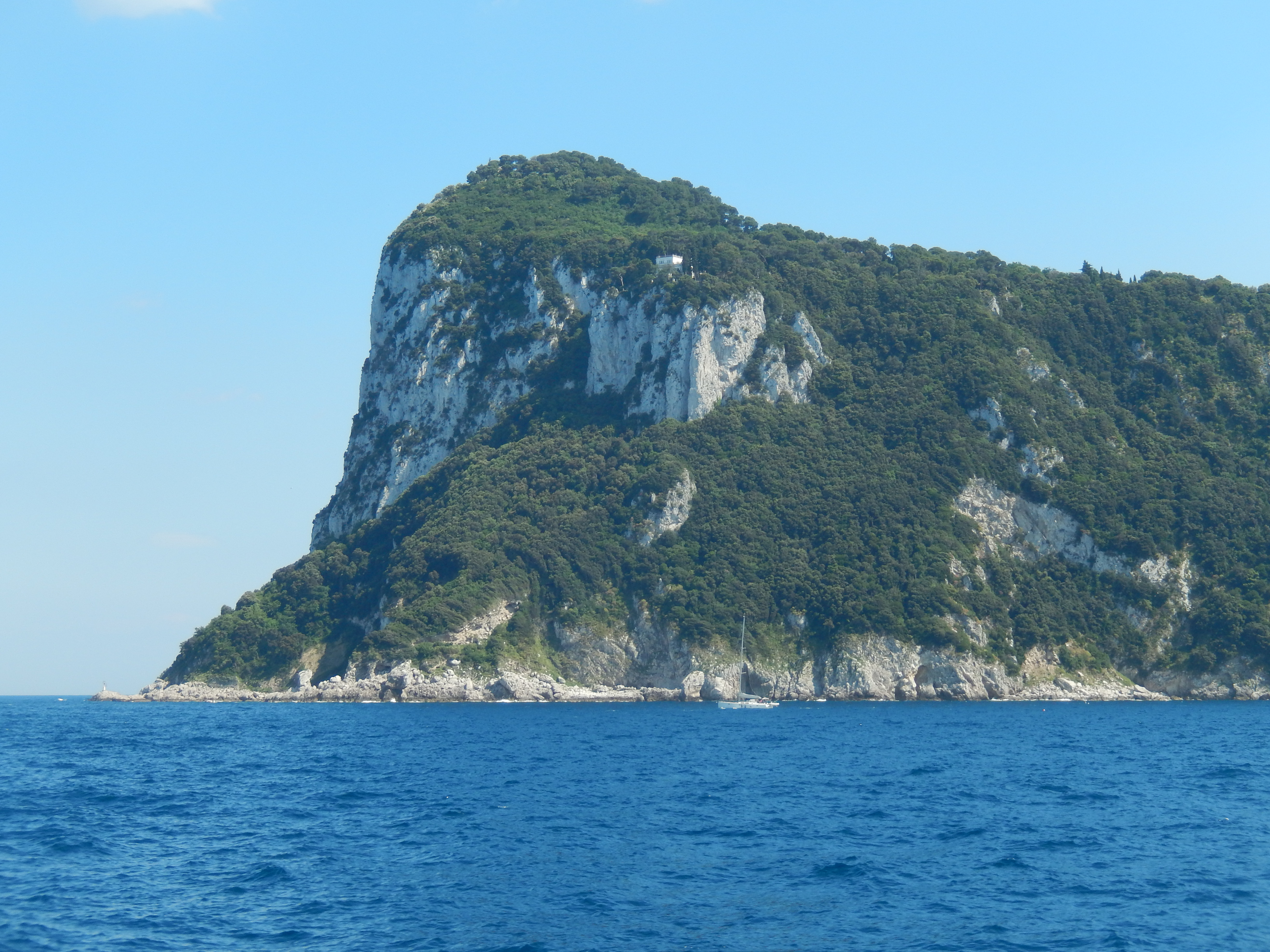
Côte nord-ouest de Capri - la villa Lysis se situe au-dessus de la falaise, au centre supérieur de l'image.

La villa Lysis (appelée également villa Fersen, à l'origine La Gloriette) est une villa située sur l'île de Capri, construite entre 1904 et 1905 pour le baron Jacques d'Adelswärd-Fersen, homme de lettres.  La villa est désormais ouverte à la visite.

## Histoire
Contraint de quitter Paris à la suite d'un scandale impliquant de jeunes lycéens parisiens, le baron Jacques d’Adelswärd-Fersen (1879–1923) décida de s'installer à Capri avec son compagnon Nino Cesarini (1889-1943) âgé de seize ans. Ce dernier, qui s'occupa du baron sa vie durant, fut le modèle de plusieurs artistes de Capri, dont Umberto Brunelleschi (1879-1949), Paul Höcker (1854-1910), le sculpteur Francesco Jerace (1854-1937) ou le photographe Wilhelm von Plüschow (1852-1930).
Située au Nord-Est des ruines de la  villa Jovis, au sommet d'une colline sous le mont Tibère, la villa, d'abord appelée  La Gloriette, fut finalement baptisée villa Lysis, en référence au fameux dialogue de Platon traitant de l'amitié et, selon les critiques modernes, de l'amour homosexuel. Elle donne à pic d'une falaise sur la mer et Marina Grande.
Les plans ont longtemps été attribués à Édouard Chimot, ce que les lettres de Jacques d’Adelswärd démentent, en suggérant que l’origine de cette fable serait un stratagème provoqué par le procès qui a suivi le décès d’un ouvrier sur le chantier : le stratagème visait à dédouaner Jacques d’Adelswärd, le véritable concepteur de la villa. L'architecture fit de nombreuses références au style Louis XVI et au Jugendstil. La villa comprend sept chambres à coucher et une quinzaine de pièces. Le sous-sol abrite un grand fumoir (la « chambre chinoise ») dans lequel le baron d'Adelswärd-Fersen fumait l'opium et où il finit par se suicider d'une overdose de cocaïne, drogue qu'il avait commencé de consommer après la Première Guerre mondiale. Une inscription latine indique au-dessus de la porte : AMORI ET DOLORI SACRUM – « sanctuaire de l'amour et de la douleur ». Le baron accueillit dans sa villa de nombreux représentants de l'élite cosmopolite excentrique parmi lesquels Norman Douglas (1868–1952), l'archéologue Ersilia Caetani Lovatelli (1840-1925), le poète Gilbert Clavel, la marquise Casati Stampa, la poétesse Ada Negri (1870-1945), la pianiste Renata Borgatti (1894-1964), le peintre Charles Caryl Coleman (1840-1928), etc.
À sa mort, la sœur du baron, la marquise de Bugnano, hérita de la villa dont l'usufruit revenait à Nino Cesarini, mais celui-ci revendit aussitôt ses droits pour 200 000 lires, ce qui lui permit d'ouvrir un bar à Rome. La villa passa ensuite à la fille de la marquise, la comtesse de Castelbianco. Cependant la villa fut achetée par le propriétaire de l'hôtel Quisisania (qui y installa les meubles de la villa) et  désertée en 1934 et demeura de nombreuses décennies dans un triste état avant d'être acquise par l'État italien en 1985 et qu'une restauration ne soit entreprise dans les années 1990 par la commune de Capri et une association vouée à sa restauration, sous la houlette de l'architecte toscan Marcello Quiriconi. La villa est désormais ouverte au public. Elle peut être louée pour des réceptions privées et des événements culturels. La villa est en vente en 2010, elle est décrite comme faisant quatre cent-cinquante mètres carrés avec un jardin de douze mille mètres carrés.

## Parc

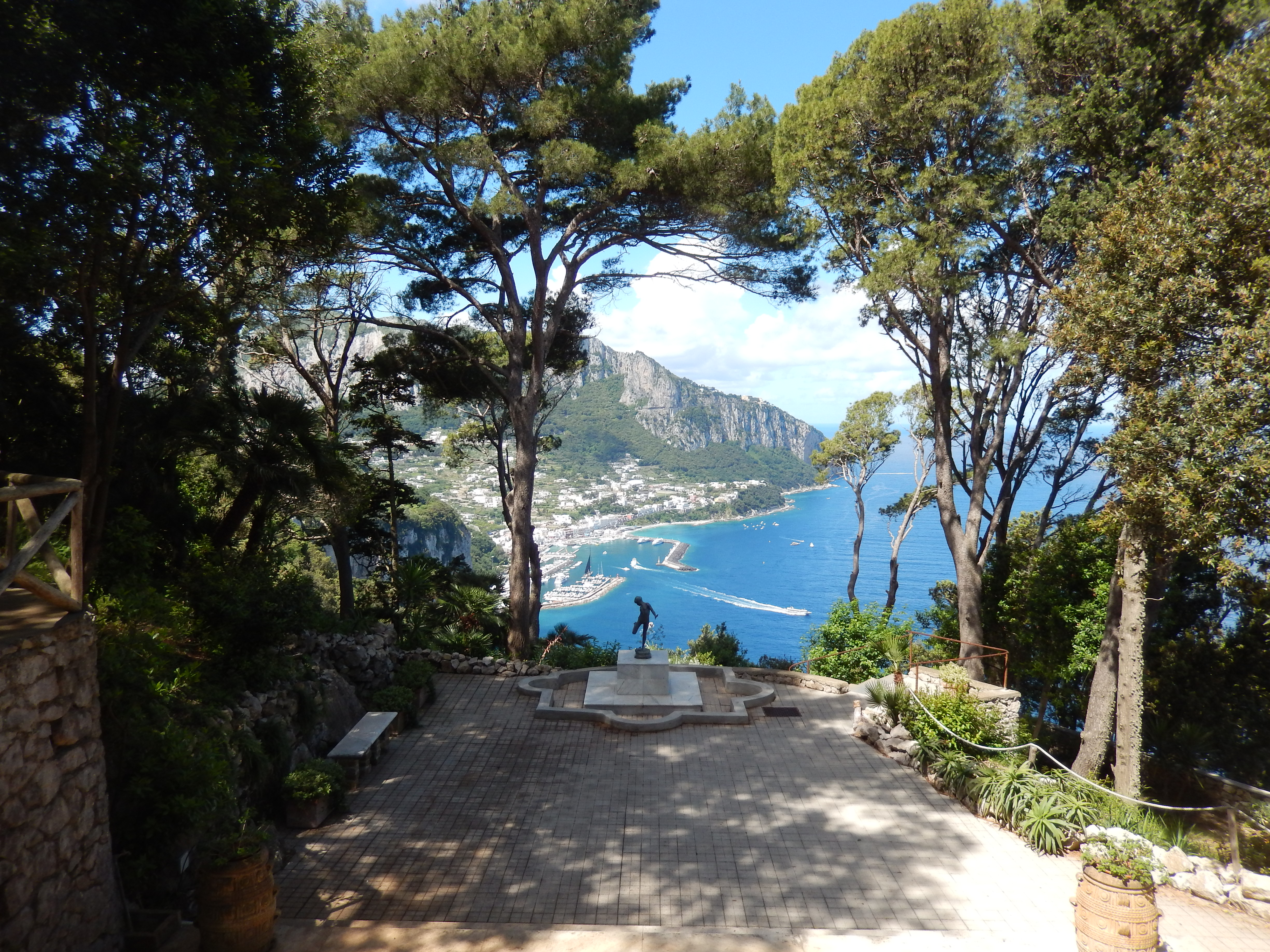
Vue de l'entrée - statue de Nino et Marina Grande au loin.

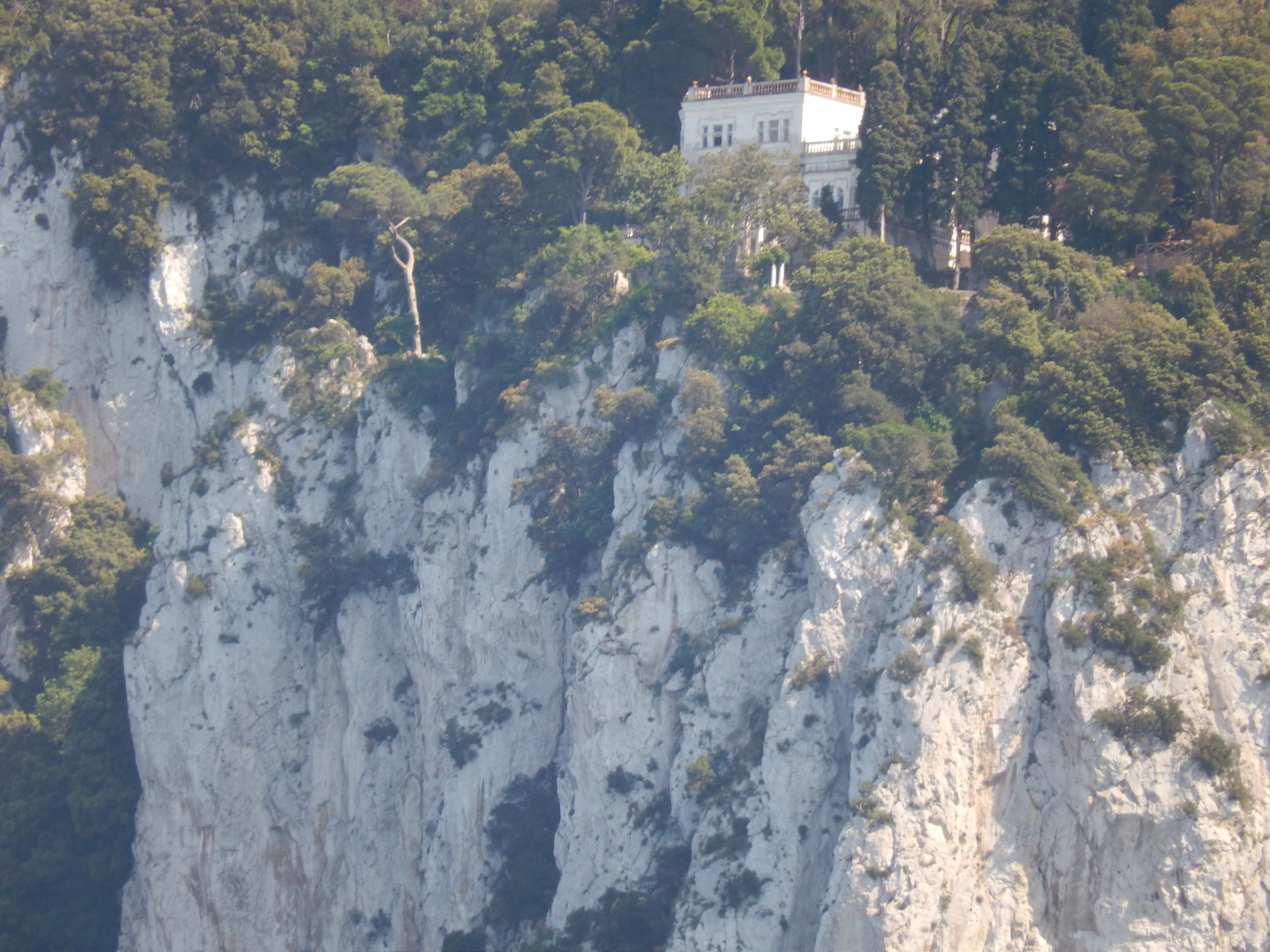
La villa à pic sur la mer.

Le parc, dessiné par Mimì Ruggiero, offre de nombreux points de vue.